# Peter Seiichi Shirayanagi
Peter Seiichi Shirayanagi (白柳 誠 17. juni 1928 i Hachioji nær Tokyo i Japan – 30. december 2009 i Tokyo) var en af den katolske kirkes kardinaler. Han var ærkebiskop af Tokyo 1970-2000, og blev kreert til kardinal i 1994. 
Han var aktiv i bestræbelserne for at hele sårene etter anden verdenskrig, og han grundlagde en gruppe af præster, søstre og legefolk som i 1989 overfor kinesiske katolikker udtrykte den dybeste beklagelse for de forbrydelser som blev begået af den kejserlige japanske hær. I tillæg fremmede han en aktion med millioner af underskrifter for en atomnedrustningsaftale i Stillehavsregionen.
1. ↑  Navnet er anført på engelsk og stammer fra Wikidata hvor navnet endnu ikke findes på dansk.